# Falling Out
Falling Out je loutková hra z roku 2019. Autorem designu loutek je Erik Sanko, který rovněž k představení složil hudbu. Režisérkou představení je jeho manželka Jessica Grindstaff. Po hrách 69°S (2011) a Memory Rings (2015) jde o třetí a závěrečnou část environmentální trilogie. Je založena na vlně tsunami a následné havárii jaderné elektrárny, která se odehrála ve Fukušimě v roce 2011. Hra byla premiérově uvedena v říjnu 2018 v Oz Arts Nashville. V listopadu toho roku byla následně uvedena v newyorské Brooklyn Academy of Music v rámci festivalu Next Wave.